# 2013-as jégkorong-világbajnokság
A 2013-as jégkorong-világbajnokság a 77. világbajnokság volt, amelyet a Nemzetközi Jégkorongszövetség szervezett. A világbajnokságok végeredményei alapján alakult ki a 2014-es jégkorong-világbajnokság főcsoportjának illetve divízióinak mezőnye.

## Főcsoport
A főcsoport világbajnokságát 16 csapat részvételével május 3. és 19. között rendezték Finnországban és Svédországban.
1–16. helyezettek
| - Svédország – Világbajnok - Svájc - Egyesült Államok - Finnország - Kanada - Oroszország - Csehország - Szlovákia | - Németország - Norvégia - Lettország - Franciaország - Dánia - Fehéroroszország - Szlovénia – Kiesett a divízió I A csoportjába - Ausztria – Kiesett a divízió I A csoportjába |

## Divízió I
A divízió I-es jégkorong-világbajnokság A csoportját Budapesten, Magyarországon, a B csoportját Doneckben, Ukrajnában április 14. és 20. között rendezték.
| 17–22. helyezettek A csoport - Kazahsztán – Feljutott a főcsoportba - Olaszország – Feljutott a főcsoportba - Magyarország - Japán - Dél-Korea - Nagy-Britannia – Kiesett a divízió I B csoportjába | 23–28. helyezettek B csoport - Ukrajna – Feljutott a divízió I A csoportjába - Lengyelország - Hollandia - Románia - Litvánia - Észtország – Kiesett a divízió II A csoportjába |

## Divízió II
A divízió II-es jégkorong-világbajnokság A csoportját Zágrábban, Horvátországban  április 14. és 20. között, a B csoportját İzmitben, Törökországban április 21. és 27. között rendezték.
| 29–34. helyezettek A csoport - Horvátország – Feljutott a divízió I B csoportjába - Belgium - Izland - Ausztrália - Szerbia - Spanyolország – Kiesett a divízió II B csoportjába | 35–40. helyezettek B csoport - Izrael – Feljutott a divízió II A csoportjába - Új-Zéland - Mexikó - Kína - Törökország - Bulgária – Kiesett a divízió III-ba |

## Divízió III
A divízió III-as jégkorong-világbajnokság A csoportját Fokvárosban, a Dél-afrikai Köztársaságban április 15. és 21. között rendezték.
| Divízió III-as világbajnokság 41–46. helyezettek - Dél-afrikai Köztársaság – Feljutott a divízió II B csoportjába - Észak-Korea - Luxemburg - Írország - Görögország - Egyesült Arab Emírségek | Divízió III-as világbajnokság (selejtező) - Egyesült Arab Emírségek – Bejutott a divízió III-as világbajnokságra - Görögország – Bejutott a divízió III-as világbajnokságra 47–48. helyezettek - Mongólia - Grúzia |  |